# Admirał Kołczak
"Admirał Kołczak" (ros. Бронепоезд "Адмирал Колчак") – ciężki pociąg pancerny Białych podczas wojny domowej w Rosji.
Pociąg został utworzony na początku 1919 r. Dowództwo objął por. (kpt. 2 rangi od poł. grudnia 1919 r.) Nikołaj A. Olunin. Funkcję starszego oficera pełnił por. Jurij N. Witte. Jego załoga składała się z oficerów marynarki wojennej. Dowództwo brytyjskich wojsk interwencyjnych zamierzało uzbroić go jedynie w działa lekkie i średnie w celu walki na krótkich dystansach. Jednakże grupa rosyjskich oficerów, którzy byli inicjatorami zbudowania pociągu, chcieli wyposażyć go w ciężkie działa morskie o dalekim zasięgu. Ostatecznie pociąg został uzbrojony w 3 działa ciężkie i 2 średnie, a także 22 karabiny maszynowe. Pociąg działał na linii kolejowej Archangielsk-Wołogda w Rejonie Kolejowym Frontu Północnego. Był podporządkowany dowódcy morskich pociągów pancernych na tym obszarze, kpt. 1 rangi Julijowi J. Rybałtowskiemu. W kwietniu 1919 r.pociąg brał udział w obronie stacji kolejowej Oboziorskaja. Od końca sierpnia tego roku wspierał natarcie oddziałów wojskowych Białych wzdłuż linii kolejowej na Wołogdę, które doprowadziło do zajęcia stacji kolejowych Jemca i Szielieksa. Atak został powstrzymany pod stacją kolejową Pliesieckaja. Pociąg 19 lutego 1920 r. na stacji kolejowej Chołmogorskaja, po zaciętej walce, został zdobyty przez oddziały bolszewickie. Część załogi została rozstrzelana. Pozostali przeszli na stronę bolszewików. Oficerowie próbowali przedostać się do Finlandii w grupie gen. Borsa N. Wulicewicza, co udało się nielicznym na czele z kpt. N. A. Oluninem.